# Замајац
Замајац је ротирајући машински елемент која служи за складиштење/очување ротационе енергије. Замајац има значајан момент инерције чиме постиже велики отпор променама ротационе брзине. Енергија складиштена у замајцима је пропорциона квадрату ротационе брзине. Енергија која се преноси замајцу путем момента, на овај начин повећава ротациону брзину и на тај начин складишти енергију.